# Marlow, Tyskland
Marlow är en amtsfri stad i Mecklenburg-Vorpommern, Tyskland. Den har omkring 4 700 invånare.

## Geografi
Staden ligger väst om floden Recknitz i distriktet Vorpommern-Rügen. Stadens smala vindlande gator har gett den sidonamnet "Klein-Thüringen" (lilla Thüringen). I närheten av staden tornar det 174 meter höga TV-tornet upp sig.

## Historia
Staden är historiskt belagd i dokument från 1179 och 1210. 1244 byggdes stadens kyrka, och i februari 1298 fick staden rättigheter som "Städtchen" (småstad).
Staden är även känd för sin fågelpark, som innehåller ungefär 150 olika fågelarter. 1994 öppnade ett tropiskt rum och ett pingvinrum. Fågelparken håller en daglig falkuppvisning.

### Befolkningsutveckling
Befolkningsutveckling  i Marlow
Källa:,

## Galleri

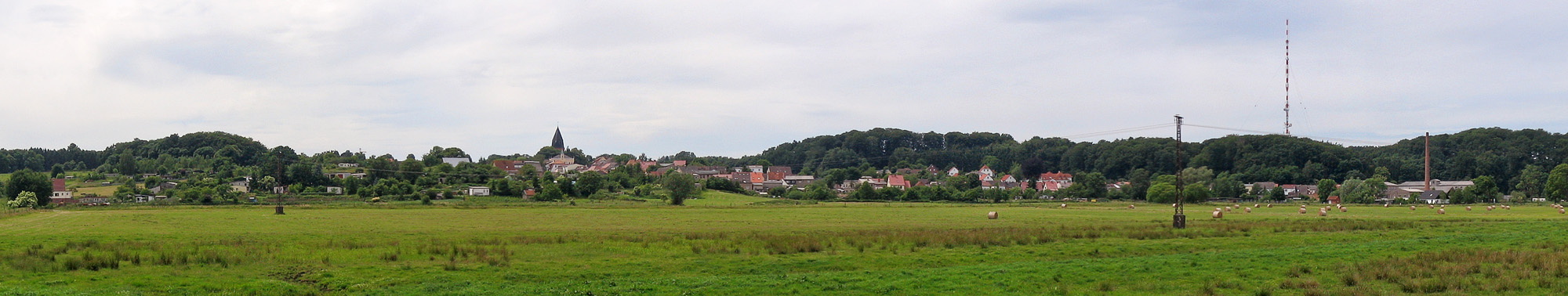
Panorama över staden
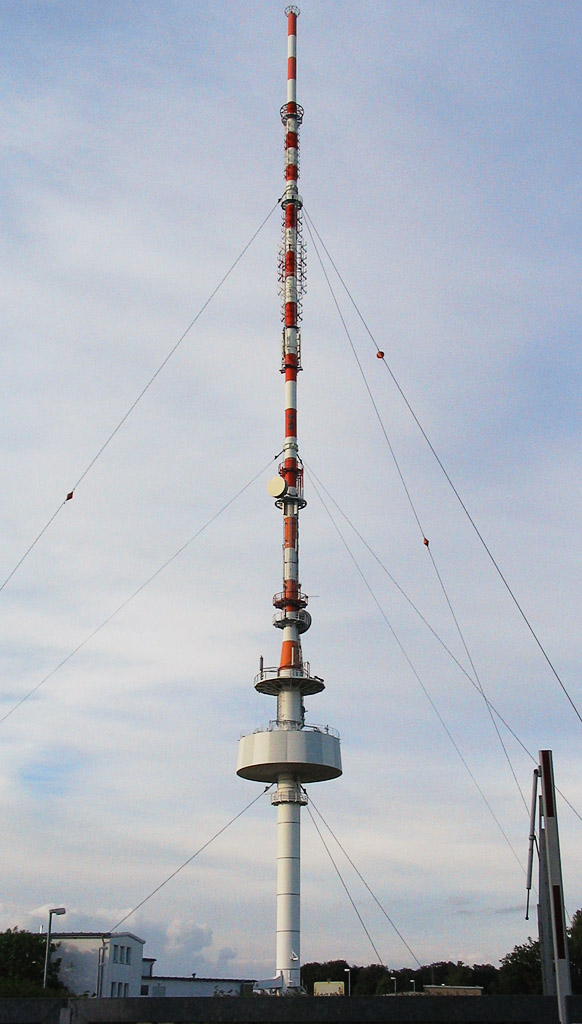
TV-tornet